# Magna Carta Cartel
Magna Carta Cartel (MCC) is een Zweedse alternatieverockband die in 2006 is opgericht door Martin Persner en Simon Söderberg. Ook Arvid Persner en Tobias Forge maakten deel uit van de band die in de oorspronkelijke bezetting actief was tot en met 2010. Persner en Söderberg werden beiden lid van de eveneens Zweedse band Ghost.
Persner verliet Ghost in 2016 en richtte MCC opnieuw op. Hierbij werden gitarist Söderberg en bassist Forge vervangen door Niels Nielsen en Pär Glendor. Glendor speelde op de albums ook slaggitaar en synthesizer.

## Discografie
- Valiant visions dawn - ep (2008)
- Goodmorning Restrained (2009)
- The Demon King (2017)
- The dying option (2022)